# Gordana Kuić
Gordana Kuić (serbi: Гордана Куић)  (Belgrad, 29 d'agost de 1942 - Belgrad, 13 de gener de 2023) fou una novel·lista sèrbia. Guanyà nombrosos premis literaris a l'antiga Iugoslàvia. Les seves obres foren inspirades principalment per la seva mare Blanki Levi i les seves tietes, descendents de jueus sefardites als Balcans. Kuić es donà a conèixer amb la seva primera novel·la Miris kiše na Balkanu, un èxit inesperat publicat inicialment per la comunitat jueva a Belgrad el 1986.

### Novel·les
- L'Olor de la Pluja als Balcans (Miris kiše na Balkanu)
- La Flor de Tell als Balcans (Cvat lipe na Balkanu)
- Crepuscle als Balcans (Smiraj dana na Balkanu)
- Fantasmes sobre els Balcans (Duhovi nad Balkanom)
- La Llegenda de la Luna Levi (Legenda o Luni Levi)
- El Conte de Fades de Benjamí Baruh (Bajka o Benjaminu Baruhu)
- La Balada de Bohoreta (Balada o Bohoreti)

### Altres obres
- Restes (Preostale priče) — històries
- A l'Altra Banda de la Nit (S druge strane noći) - històries